# Kerk van Ferwoude
De kerk van Ferwoude in de Friese plaats Ferwoude is een eenbeukig kerkgebouw, dat in 1767 zijn huidige vorm heeft gekregen.

## Geschiedenis
De huidige kerk van Ferwoude dateert uit 1767. Waarschijnlijk werd toen de middeleeuwse voorganger van de kerk, gewijd aan Pancratius en Stephanus, ingrijpend verbouwd. Boven het toegangspoortje aan de zuidzijde van de kerk is een fronton aangebracht. Dit fronton bevat het jaartal van de bouw 1767 en de namen van de grietman van Wonseradeel, Wilco baron thoe Schwartzenberg en Hohenlansberg en van de beide kerkvoogden Pier Binkes en Claas Luwes, die belast waren met het opzicht over de bouw van de kerk. Op het dak staat aan de westzijde een houten dakruiter. In 1877 werd de kerk aan de buitenzijde geheel van een pleisterlaag voorzien. Uit die tijd stamt ook het toegangsportaal aan de westzijde van de kerk. In de muur naast het toegansportaal is de teruggevonden grafzerk van Aegidius Eberecht, een van de eerste predikanten van Ferwoude, ingemetseld.
Het orgel van de kerk werd in 1911 vervaardigd door de Leeuwarder orgelbouwer Bakker & Timmenga.
De kerk is erkend als een rijksmonument.

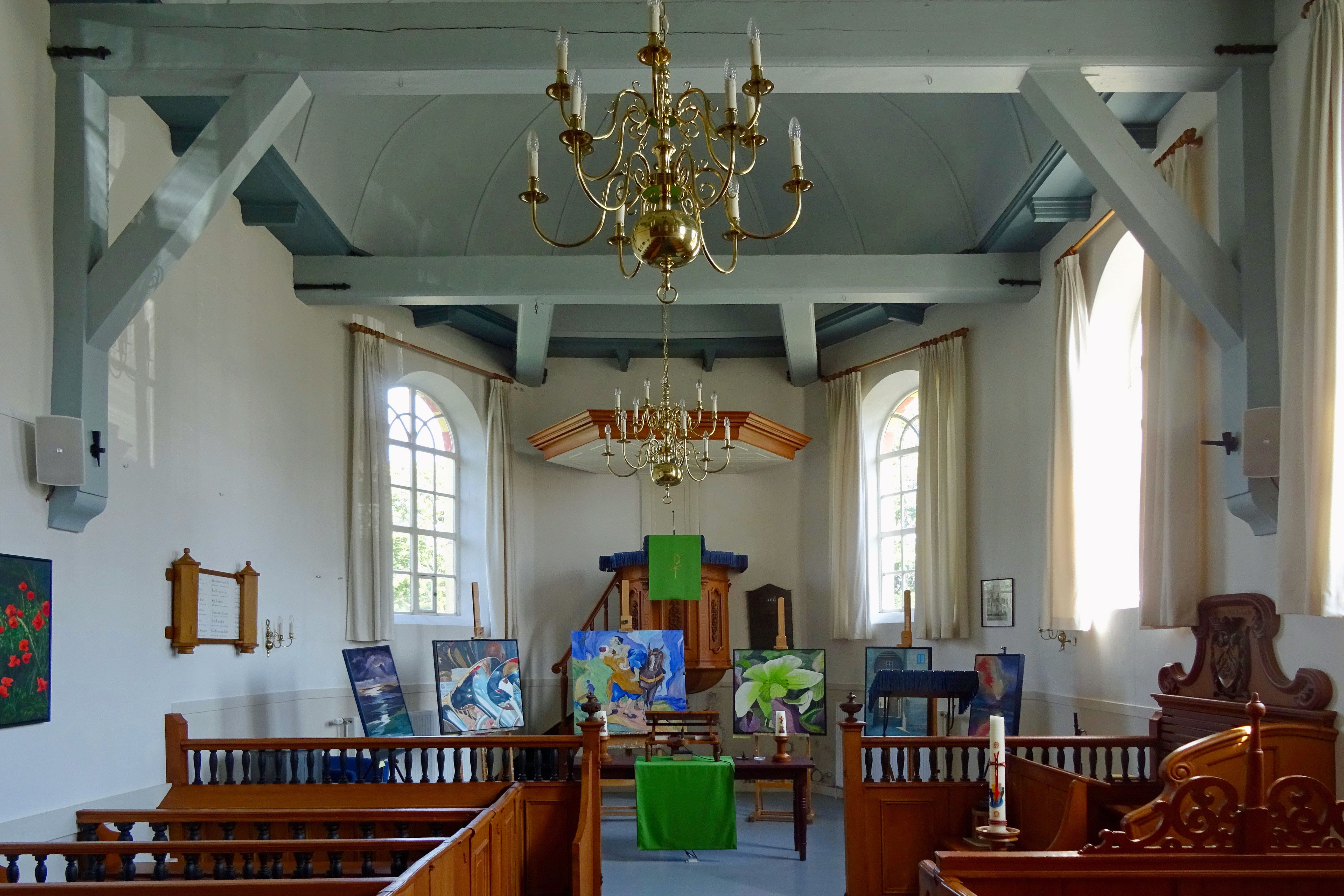
Interieur van de kerk met preekstoel (gezien naar het oosten)
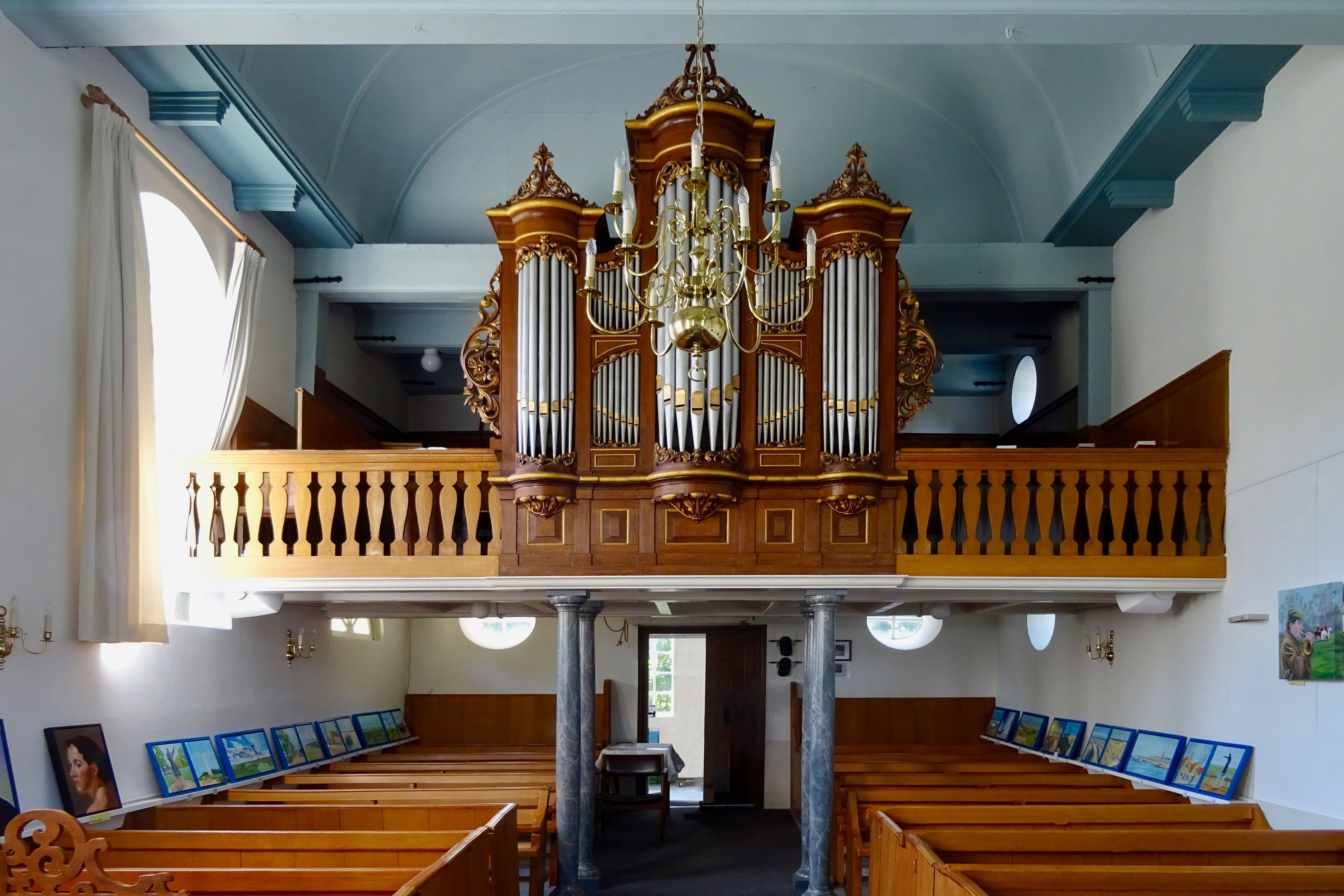
Interieur van de kerk met orgel (gezien naar het westen)
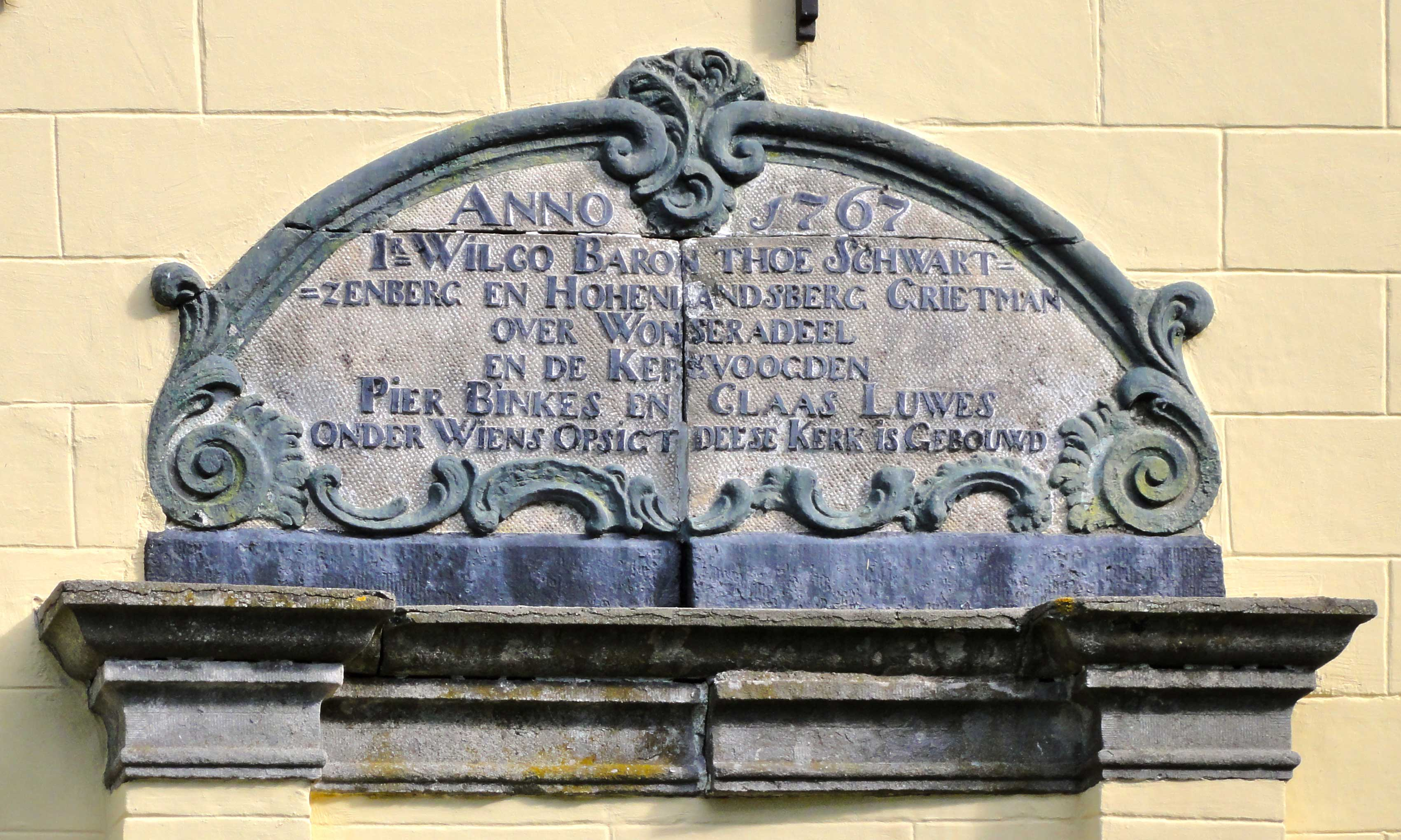
Opschrift boven het toegangspoortje ter herinnering aan de bouw van de kerk in 1767
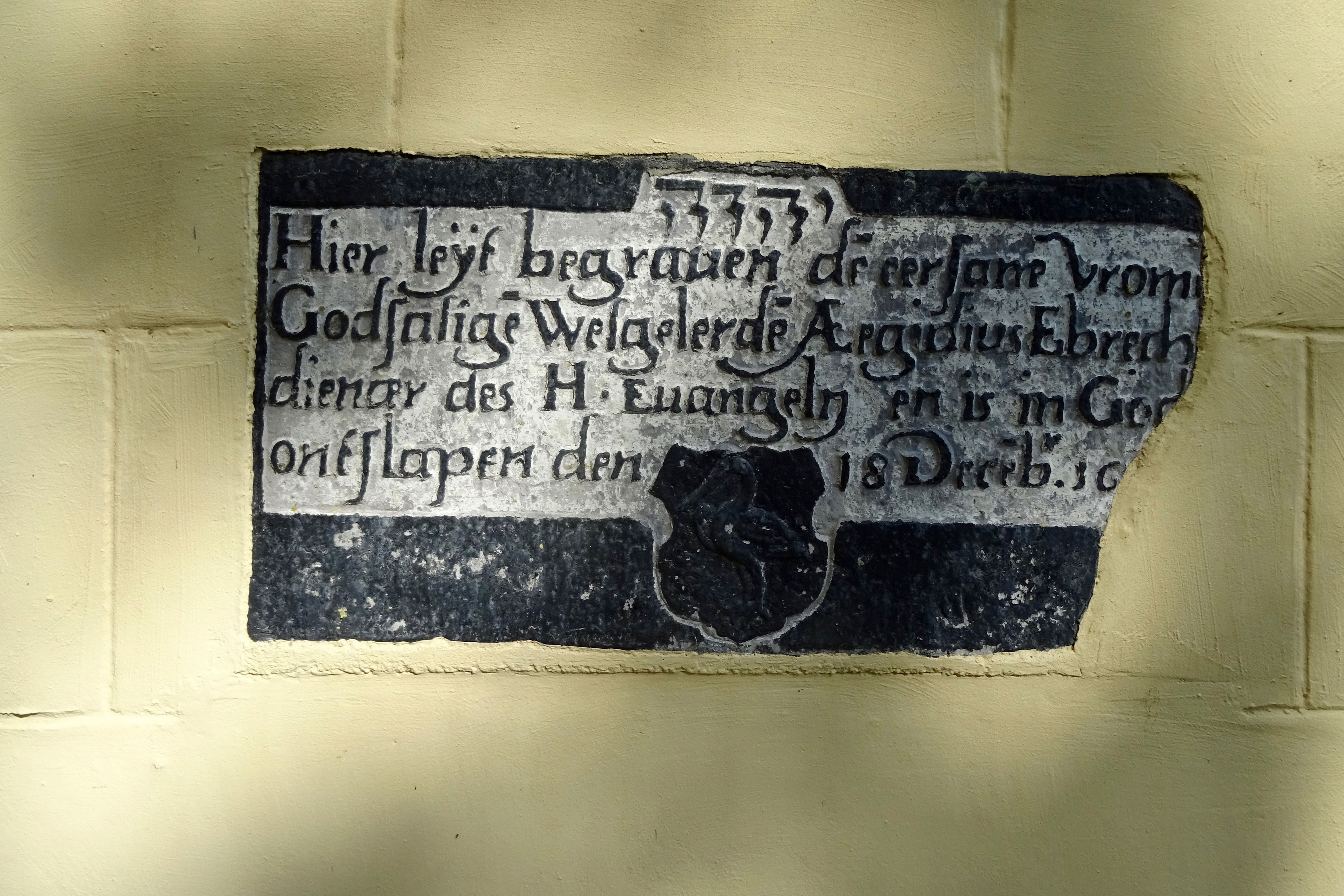
Ingemetselde grafzerk van ds. Aegidius Eberecht